# Closure
Closure – wydany w 1997 roku box set zawierający dwie kasety VHS z teledyskami i fragmentami koncertów Nine Inch Nails. Zapowiadana na 2004 rok reedycja DVD przez Interscope Records, zawierająca dodatkowy materiał, nie została dotąd wydana.

## VHS

### Taśma 1 (nagrania z Self Destruct Tour)
1. "Terrible Lie"
2. "Piggy"
3. "Down in It"
4. "March of the Pigs"
5. "The Only Time"
6. "Wish"
7. "Hurt" (z Davidem Bowiem)
8. "Something I Can Never Have"

### Taśma 2 (teledyski)
1. "Head Like a Hole" – 4:31
2. "Sin" – 2:11
3. "Down in It" – 3:50
4. "Pinion" – 1:16
5. "Wish" – 3:42
6. "Help Me I Am In Hell" – 2:03
7. "Happiness in Slavery" – 4:48
8. "Gave Up" – 4:27
9. "March of the Pigs" – 3:03
10. "Eraser (live)" – 4:23
11. "Hurt (live)" – 5:10
12. "Wish (live)" – 3:49
13. "Closer" – 4:36
14. "The Perfect Drug" – 4:13

## DVD
W grudniu 2006 roku do sieci PirateBay trafiła prototypowa wersja podwójnego DVD Closure. Dodatkowy materiał zawierał między innymi fragmenty wywiadów, nagrania na żywo podczas Lollapalloozy z 1991 roku, zarejestrowany pierwszy koncert zespołu w Cleveland w 1989, nagrania z Woodstock '94, wykonanie utworu "Sex Dwarf" z repertuaru Soft Cell, fragmenty niedokończonego teledysku "March of the Pigs" w reżyserii Petera Christophersona oraz reportaż z planu teledysku "Closer" Marka Romanka.

## Wydania
- Nothing Records / Interscope Records INTV2-90157 - VHS
- Nothing Records / Interscope Records VM-6734 - VHS Re-release